# Musine Kokalari
Musine Kokalari (ur. 10 lutego 1917 w Adanie, zm. 13 sierpnia 1983 w Rrëshenie) – albańska pisarka, działaczka opozycji socjaldemokratycznej.

## Życiorys
Była córką Reshata Kokalariego. Urodziła się w rodzinie albańskiej, która z powodów ekonomicznych wyemigrowała do Turcji. Do Albanii powróciła wraz z rodziną w 1920 i zamieszkała w Tiranie, gdzie jej brat, Vejsim prowadził księgarnię. Po ukończeniu nauki w Instytucie dla Dziewcząt Nanë Mbretneshe, w 1938 wyjechała do Rzymu, gdzie podjęła studia filologiczne na tamtejszym uniwersytecie. Studia ukończyła w 1941, pisząc pracę poświęconą twórczości Naima Frasheriego. W tym samym roku wydała w Tiranie zbiór dziesięciu opowiadań, inspirowany folklorem toskijskim, napisany w dialekcie z Gjirokastry – Siç me thotë nënua plakë (Co opowiadała mi moja stara matka). Był to pierwszy utwór literacki, wydany w Albanii, który został napisany przez kobietę. Kolejne dwa zbiory opowiadań ukazały się w 1944.
W roku 1943 zaangażowała się w działalność polityczną. Wraz ze Skenderem Muço i Abazem Omarim należała do współtwórców Albańskiej Partii Socjaldemokratycznej. Organem partii było pismo Głos wolności (alb. Zëri i lirisë), którego Musine była współredaktorką. Kiedy kierownictwo partii zdecydowało się utworzyć własne siły zbrojne, doszło do aresztowań grupy przywódców przez Gestapo. Po rozstrzelaniu Skendera Muço w sierpniu 1944, Musine zaprzestała czynnej działalności i zaczęła się ukrywać. Do działalności politycznej powróciła w listopadzie 1944 w Tiranie, starając się tworzyć ugrupowanie lewicowe, konkurencyjne wobec Komunistycznej Partii Albanii. 12 listopada 1944 w czasie walk o Tiranę, Musine została aresztowana wraz z dwoma braćmi (Mumtaz i Vejsim) przez jeden z oddziałów partyzanckich. Musine trafiła do więzienia, z którego wkrótce została zwolniona. Jej bracia i kuzyn zostali zastrzeleni przez partyzantów.
Po zakończeniu II wojny światowej Kokalari otworzyła w Tiranie księgarnię, w której pracowała. W październiku 1945 powstał Związek Pisarzy Albańskich, do którego zaproszono Musine Kokalari. Musine w tym czasie poświęciła się walce o ukaranie winnych śmierci jej braci. W marcu 1945 rozpoczęła wspólnie z Gjergjim Kokoshim i Fuadem Asllanim tworzenie ugrupowania politycznego. 6 listopada 1945 należała do grona współtwórców antykomunistycznego Związku Demokratycznego (alb. Bashkimi Demokratik), który miał koordynować działalność różnych grup prowadzących działalność antykomunistyczną. Za swoją działalność została aresztowana 17 stycznia 1946 i postawiona przed sądem wojskowym w Tiranie.

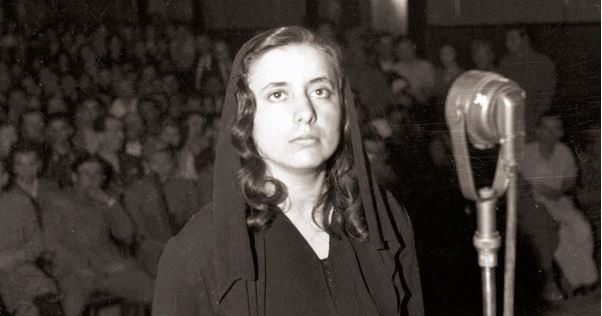
Musine Kokalari w czasie procesu przed sądem wojskowym (1946)

2 lipca 1946 sąd wojskowy w Tiranie skazał ją na 20 lat więzienia za sabotaż i działania wrogie wobec ludu albańskiego. Kolejne 18 lat swojego życia spędziła w obozie pracy w Burrelu, pod ścisłym nadzorem Sigurimi. Z obozu została zwolniona w 1964 i internowana w Rrëshenie, gdzie pracowała przy sprzątaniu ulic. Pod koniec swojego życia cierpiała na chorobę nowotworową, która także była przyczyną jej śmierci. W 1991 jej szczątki zostały ekshumowane z inicjatywy rodziny i spoczęły na cmentarzu w Shishtufinë.
W 1993 została odznaczona pośmiertnie medalem Męczennika za Demokrację (Martir i Demokracise). Jej imię nosi jedna ze szkół w Tiranie, a także ulice w południowo-zachodniej części Tirany, w Prisztinie i w Prizrenie. W 2009 nakładem wydawnictwa Geer ukazał się pierwszy tom tekstów M. Kokalari, w opracowaniu Novruza Shehu.

## Dzieła
- 1941: Siç me thotë nënua plakë (Co opowiadała mi moja stara matka)
- 1944: ...sa u-tunt jeta (Jak płynie życie)
- 1944: Rreth vatrës (Wokół ogniska)
- 2009: Vepra vëllimi i parë me Autore Musine Kokalari (Dzieła zebrane, tom 1), wybór i opracowanie Novruz Xh. Shehu, Wyd. Geer, Tirana.